# Флаг Олайне

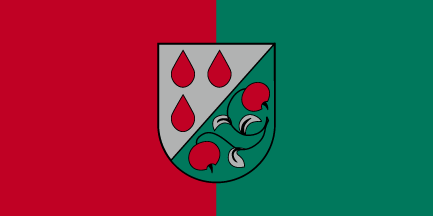
Флаг Олайне

Флаг Олайне — представляет собой полотно наполовину светло-зелёного, наполовину красного цвета на нем изображена форма герба на которой на одной половине изображены три капли крови на серебренном фоне на второй стороне — две ягоды клюквы соединённые с 3 листьями и чёрной плодоножкой.
Утвержден в 1998 году.
Автор герба — Имантс Пурвиньш